# Draga Mašínová
Draginja „Draga“ Mašínová-Obrenovićová (srbsky Драга Машин-Обреновић, Draga Mašin-Obrenović; 23. září 1867 Gornji Milanovac – 11. června 1903 Bělehrad) byla jako manželka srbského krále Alexandra I. Obrenoviće, posledního krále z rodu Obrenovićů, srbská královna.
Než se stala srbskou královnou, byla nejdříve manželkou českého stavebního inženýra Svetozára Mašína a později dvorní dámou dvora královny Natálie Obrenovićové.

## Biografie

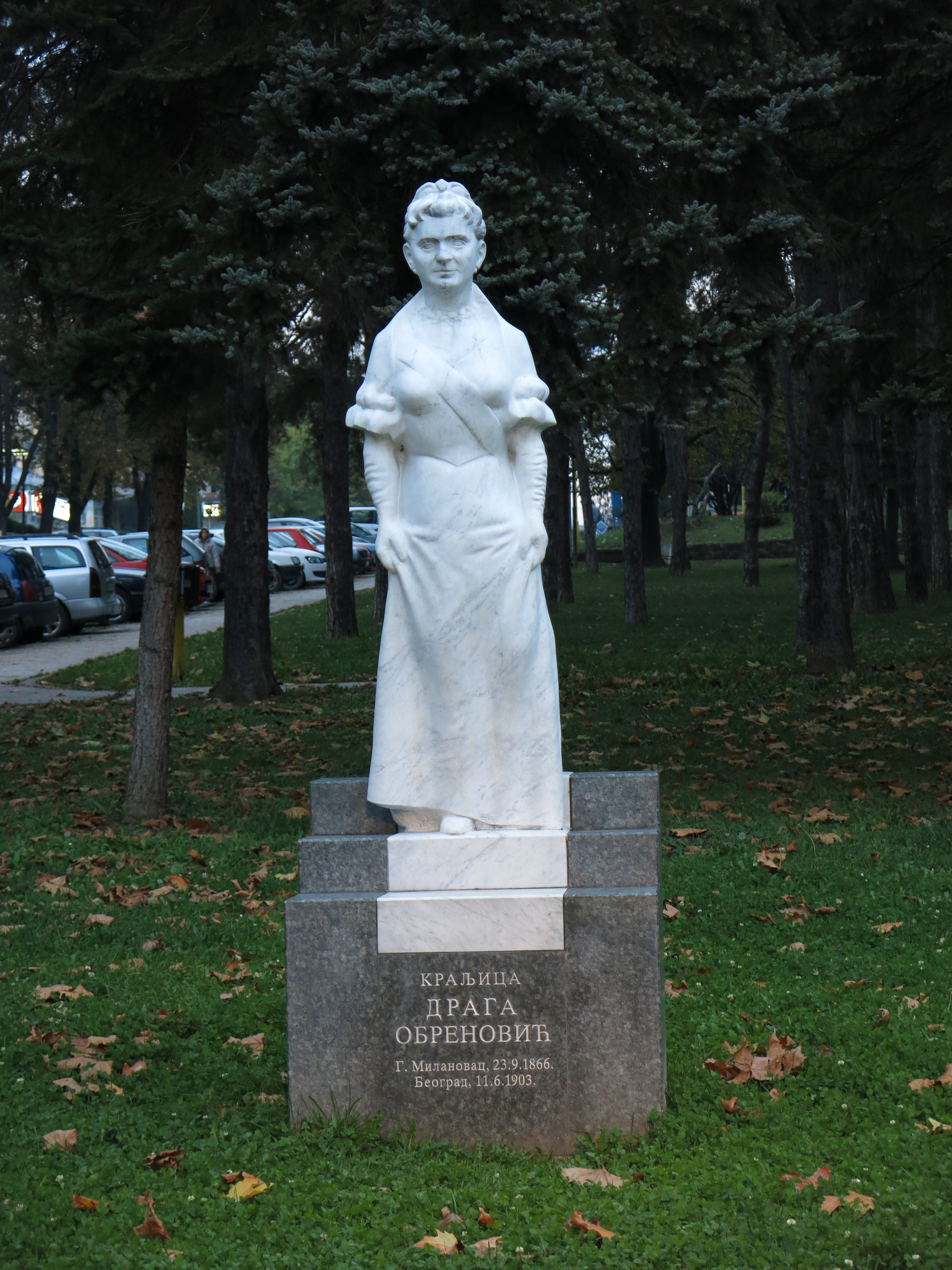
Pomník v rodném městě

### Původ, mládí
Draga Mašínová-Obrenovićová, dívčím jménem Draginja Milićević Lunjevica, se narodila 23. září 1864 v Gornjim Milanovaci. Dražin otec Pantelije Lunjevica byl starostou tohoto městečka, matka Anđelija byla ženou v domácnosti. Dražin dědeček Nikola Milićević Lunjevica se přátelil s králem Milošem Obrenovićem. Draga měla pět sourozenců, bratry Nikodije a Nikolu a sestry Hristinu, Djinu a Anu (Vojku). V devíti letech poslali Dragu do školy do Bělehradu. Tam se mimo jiné naučila rusky, francouzsky a německy.
V Bělehradě se poprvé zamilovala do studenta Bogdana Popoviće.

### Svetozár Mašín, první manžel Dragy
Jakmile Draga dovršila 16 let, její rodiče se rozhodli, že ji provdají. Stavební inženýr českého původu Svetozár Mašín byl dobrý známý Dražina otce. Svetozár se narodil okolo roku 1852 a byl tedy o 9 let starší než Draga. Jeho otec byl lékařem u dvora knížete Mihaila Obrenoviće a krále Milana Obrenoviće. Dražin švagr, Svetozárův bratr Aleksandar Mašín, byl důstojníkem srbského vojska.
Svetozár a Draga se vzali v srpnu 1883 v bělehradské katedrále. Draga často navštěvovala dvůr krále Milana Obrenoviće, který byl dobrým přítelem Svetozára Mašína. V manželství s Mašínem žila tři roky, poté ovdověla. Získala jeho penzi a ponechala si jeho jméno. Aleksandar Mašín se domníval, že Draga způsobila smrt jeho bratra.[zdroj?]
Během doby, kdy byla vdovou, psala romány a povídky. Známý je román Mačije oko. Obývala Mašínův dům ve Smederevu, dokud nebyla pozvána k návratu zpět do Bělehradu.

## Služba u královny Natalije Obrenović
Po rozchodu krále Milana s královnou Natalijí Obrenović v roce 1888 královna koupila v horském letovisku Biarritz ve Francii palác Sašino, který byl pojmenován po jejím jediném synovi Aleksandarovi Obrenovićovi. Královna Natalija do paláce pozvala i Dragu Mašín, kterou učinila svou dvorní dámou. Spolu vlakem navštívily v Rusku carskou rodinu Romanovců, než se definitivně usadily v lázních Biarritz na břehu Atlantiku. Tam se Draga stala Natalijinou důvěrnicí.
Mladý král Aleksandar navštívil Biarritz v březnu 1895. Tehdy Draga pečovala o tamní pláže. Láska Dragy a Aleksandra se zrodila právě na tom místě, kde podle kronik Draga zachránila králův život, když se topil. V Biarritzu se začali scházet. Královna Natalija nebyla proti jejich schůzkám, jelikož si přála, aby byl její syn společensky připraven na sňatek s nevěstou z významného královského rodu. Láska Aleksandara a Dragy ale předčila představy královských rodičů. Aleksandar přesvědčil Nataliji, aby ho nechala samotného s Dragou a sama se vrátila do Bělehradu. Zpočátku nikdo neměl nic proti jejich lásce, předpokládalo se, že to pouze krátkodobá aféra. Draga Mašín zůstala ve službě u královny Natalije až do roku 1897, kdy se vrátila do Bělehradu.

## Svatba Alexandra I. s Dragou

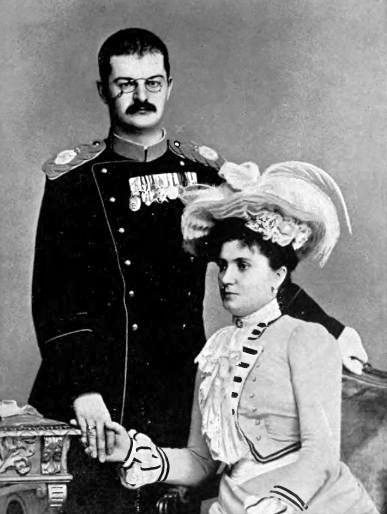
Svatební fotografie krále Alexandra a královny Dragy

V době, kdy král Milan stále vládl zemi, byla vytvořena nová vláda v čele s Dr. Vladanem Đorđevićem. Dalším úkolem poté, co Đorđević jmenoval ministry, bylo najít ženu, která by byla hodna mladého krále. Král Milan navrhl německou princeznu Schaumburg-Lippe, která byla dcerou přítele krále Milana. V Bělehradě se už vědělo o lásce Aleksandra a Dragy. Ta často přijímala pozvání k účasti na důležitých událostech, kde společnost oceňovala její taktnost, vznešenost, krásu, intelekt i zdrženlivost. Král Milan předal vládu svému synovi Aleksandrovi a ještě nějaký čas zůstal v Srbsku.
Celým Srbskem se roznesla zpráva, že král Aleksandar požádal 8. června 1900 o ruku Dragu Lunjevica-Mašín, vnučku Nikoly Lunjevici, bojovníka za osvobození Srbska. Patriarchální Bělehrad nebyl schopen přijmout, že by novou královnou měla být žena, která je o 12 let starší než král a navíc je vdovou. Zejména ministr George Genčić byl zásadně proti a v policejním archívu objevil 12 dokumentů o údajných Dražiných milencích v době, kdy byla s královou Natalijí Obrenović v Rusku, a o tom, že byla nevěstkou a že je neplodná.
Proti jejich manželství se postavil též král Milan, který na znamení protestu opustil Srbsko. Odcestoval do Bukurešti a později do Vídně, kde následujícího roku zemřel. Vedle plánovaného sňatku byla příčinou milost, kterou král Aleksandar udělil radikálům, kteří připravovali atentát na krále Milana. Aleksandar oznámil, že svatba je naplánována na 23. července 1900, a pozval své poddané, aby viděli, že královnou bude pravá Srbka a nikoliv cizí princezna, jak si představovali někteří politici. Vláda kvůli královu rozhodnutí rezignovala a ministr zahraničních věcí Andra Đorđević přesvědčil bělehradského metropolitu, aby mladému králi nepožehnal.
Mladý král chtěl, aby mu bělehradský metropolita požehnal za to, že si bere pravou Srbku, což ale metropolita odmítl. Král následně pohrozil abdikací a odchodem s Dragou do Biarritzu, čímž by země přišla o panovníka. Metropolita následně souhlasil, takže se v Bělehradě mohl králův sňatek uskutečnit. Mezi hosty, kteří přijali pozvání, byl i ruský car Mikuláš II.
V den svatby stály před domem Dragy Mašín tisíce občanů. Průvod vedl až ke katedrále, kde se konala svatba. Kněží už od ranních hodinu připravovali ikony a svíce. Král Aleksandar si k svatebnímu obřadu oblékl vojenskou uniformu s epoletami a vyznamenáními, Draga Mašín byla oblečena do bílých krajkových svatebních šatů a měla briliantovou čelenku. Svatební obřad vedli dva metropolité, biskup a dvacet šest kněží. Čestný doprovod tvořili důstojníci srbské armády, mezi nimi i kapitán Dragutin Dimitrijević (zvaný Apis, člen organizace Černá ruka, jež stála za pozdějším převratem a vraždou královského páru a posléze uskutečnila i Atentát na Františka Ferdinanda d'Este).
Král pak pronesl slavnostní projev, ve kterém uvedl, že od toho dne přestává těsná vazba na Rakousko-Uhersko, která byla dílem krále Milana, a že do Srbska přichází mír a prosperita. Nicméně královna Natalija se pak ve veřejném dopise zřekla svého syna a král Milan prohlásil, že nevkročí do Srbska, ve kterém vládne jeho syn se ženou, která je o deset let starší než on.

## Královna Draga Obrenović
Necelý rok od svatby královského páru 8. května 1901 král Aleksandar oznámil, že královna Draga je těhotná a že se Srbsko dočká následníka trůnu. Tehdy Draga pobývala v královském letohrádku ve Smederevu, kde její těhotenství potvrdili lékaři z Paříže. Na oslavu šťastné zprávy král Aleksandar propustil všechny politické vězně včetně těch, kteří byli proti jejich manželství. Navíc uspořádal ples, kterého se zúčastnilo 800 hostů. Draga v té době psala autobiografické dílo Ja Draga.
Ruský car Mikuláš II. daroval budoucím rodičům zlatou kolébku pro budoucího nástupce. Radost ale králi Aleksandarovi pokazila zpráva, že jeho otec ve Vídni zemřel. Král Aleksandar poslal na pohřeb své zástupce, v Bělehradě konal na počest svého otce mši. Další špatnou zprávu přinesl doktor Sněgirev, jehož společně s profesorem Gubarevem vyslal do Srbska v roce 1901 car Mikuláš, aby Dragu vyšetřili. Sněgirev prohlásil, že Draga nikdy nebyla těhotná. Král Aleksandar chtěl po té zprávě gynekologa pečujícího o Dragu odsoudit k smrti, protože se domníval, že Dragino těhotenství ukončil.
Jako pozornost k truchlící manželce přikázal král 23. března přejmenovat 4. jezdecký pluk krále Milana na Jezdecký pluk královny Dragy. Pár se společně vrátil do Bělehradu, ale královna Draga se od té doby netěšila velké oblibě u svého národa.
Přestěhovali se do starého královského paláce, kde jednu místnost uspořádala podle svého vkusu s řadou předmětů z Francie a Švýcarska. Měla svojí komornou, služku, švadlenu a návrhářku a často se účastnila plesů a recepcí. Začala být znovu aktivní v klubu spisovatelů, poskytovala stipendia mladým autorům, vedla dětský sirotčinec a zavedla spoření u dvora. Ocenila Branislava Nušiće, kterého jmenovala ředitelem národního divadla, a Jovanu Skerlićovi platila studium v Ženevě. Navíc financovala i Zmajevův list Neven a výstavbu pomníku Vojislava Iliće.
Krále v té době zaměstnávaly politické problémy v zemi. Měnil složení vlády podle svého uvážení. Kromě toho, že v hlavách mladých důstojníků se rodily myšlenky na spiknutí, první veřejný protest proti královi Aleksandrovi a královně Draze se uskutečnil 23. března 1902, kdy do ulic vyšli socialisté Dimitrije Tucoviće a Ljubomira Jovanoviće, protože vláda Dimitrije Cincar-Markoviće zakázala marxistické seskupení. Demonstranti přišli do Terazije, kde chtěli obsadit královský dům. Došlo ke střetu s četnictvem, který si vyžádal dvě oběti mezi protestujícími.
Královna Draga začala být nespokojená. Navrhla královi, že odejde z jeho života, aby se mohl oženit se ženou, která mu porodí dědice, ale král s takovým návrhem nesouhlasil a chtěl, aby Draga zůstala s ním.

## Vražda krále Alexandra a královny Dragy
Z obecného hnutí odporu se zformovala organizovaná skupina, která naplánovala atentát na panovnický pár. Důvodem ke zpoždění byla vražda u Smedereva, kde opilý bratr královny Dragy Nikola Lujnevic zavraždil srbského policistu. Mezi spiklence se připojil i Aleksandar Mašín. Akce byla naplánována na noc z 28. na 29. květnajul./ 11. června 1903greg.. Po večeři u královniných příbuzných se král i královna vrátili do královského paláce a usnuli. Deset minut po půlnoci vojáci vnikli do ložnice krále Aleksandra i královny Dragy, ale v ložnici nebyl nikdo. Na toaletním stolku našli Dragin oblíbený román „La trahison“, otevřený na 80. straně.
Vojáci prohledali celý zámek, ale krále ani královnu nenalezli. Našli ale Dražiny bratry Nikolu a Nikodije a odvedli je před zámek, kde byli z rozkazu plukovníka Mašína zastřeleni. Dražiny sestry Ana, Vojka a Hristina byly odvlečeny na železniční stanici a poslány do Mnichova.
Laza Petrović se snažil zjistit, kde se král a královna skryli. U královské ložnice se kromě Petroviće sešli ještě poručík Đorđe Ristić, podporučík Velimir Vemić a kapitán Ilija Radivojević. Podporučík Vemić pak našel dveře do tajného pokoje. Nakonec byli král a královna objeveni za těmito tajnými dveřmi, objímajíce ve strachu jeden druhého.
Kapitán Mihailo Ristić usmrtil krále a poté i královnu, která se svým tělem snažila krále bránit. Jejich těla byla zmasakrována dalšími střelami z revolveru a šavlemi a nakonec byla vyhozena z okna na nádvoří, odkud byla odvlečena do místnosti v přízemí. Tam je připravili k pohřbu, který se konal následující noc v kostele svatého Marka. Vražda se stala ve 3 hodiny a 50 minut ráno.
Těla krále i královny byla umístěna do mosazných rakví a v největší tajnosti odvezena na starý bělehradský hřbitov. Kočáry přijely po půlnoci ke kostelu svatého Marka, obklopeny vojáky. Těla krále a královny byla uložena společně do hrobu královy babičky Anky Obrenović, která společně s knížetem Mihailem zahynula u Košutnjaku 29. května 1868. Po německém obsazení Bělehradu za první světové války v říjnu 1915 Mackensenovi vojáci u jejich hrobů vybudovali pomníky, ale ty byly po válce odstraněny.